# Joe Woods
Joe Wodds (North Vandergrift, 25 giugno 1970) è un allenatore di football americano statunitense che svolge il ruolo di coordinatore difensivo dei Cleveland Browns della National Football League (NFL).

## Carriera come allenatore

### Tampa Bay Buccaneers
Woods iniziò la sua carriera come allenatore nella NFL nel 2004 con i Tampa Bay Buccaneers, come allenatore dei defensive backs, fino al 2005.

### Minnesota Vikings
Nel 2006 passò ai Minnesota Vikings con lo stesso ruolo, fino al 2013.

### Oakland Raiders
Il 3 febbraio 2014 firmò con gli Oakland Raiders sempre con lo stesso ruolo.

### Denver Broncos
Nel 2015 passò ai Denver Broncos come allenatore dei defensive back, stagione in cui vinse il Super Bowl 50. Nel 2017 fu promosso coordinatore della difesa.

### San Francisco 49ers
Nel gennaio 2019 Woods divenne l'allenatore dei defensive back e il coordinatore del gioco dei passaggi per i San Francisco 49ers.

### Cleveland Browns
Il 7 febbraio 2020 Woods fu nominato coordinatore difensivo dei Cleveland Browns sotto il capo-allenatore Kevin Stefanski. Fu licenziato il 9 gennaio 2023.

### New Orleans Saints
Il 6 febbraio 2023 Woods divenne il coordinatore della difesa dei New Orleans Saints.

### Las Vegas Raiders
L'11 febbraio 2025 diventò il coordinatore del gioco dei passaggi/defensive back per i Las Vegas Raiders sotto il capo allenatore Pete Carroll e il coordinatore della difesa Patrick Graham.

## Palmarès
- Super Bowl : 1

Denver Broncos: Super Bowl 50 (all. DB)